# バトラー郡区 (アイオワ州カルフーン郡)
バトラー郡区 (Butler Township) は、アメリカ合衆国、アイオワ州カルフーン郡にある16の郡区の一つである。2000年の国勢調査で、人口は950人だった。

## 地理
バトラー郡区は92平方キロメートル（35.6平方マイル）で、ジョリーとポメロイが含まれる。アメリカ地質調査所によると、この郡区はCrown HillとSaint MarysとUnionの3つの霊園が含まれる。